# Jernade Meade
Jernade Meade (Luton, 25 oktober 1992) is een Engels voetballer die bij Arsenal speelt. Hij kan zowel als linksback als linkermiddenvelder uit de voeten.

## Clubcarrière
Meade sloot zich op 11-jarige leeftijd aan bij Arsenal. Hij begon als linksback maar werd ook vaak uitgespeeld als linkervleugel. Tijdens het seizoen 2011-2012 speelde hij 19 wedstrijden voor het tweede elftal. Enkel Oğuzhan Özyakup en Martin Angha speelden meer. In datzelfde seizoen zat hij ook al op de bank in een League Cup duel tegen Bolton Wanderers.
Meade deed mee aan de voorbereiding van het eerste elftal op het nieuwe seizoen. Hij speelde enkele vriendschappelijke wedstrijden mee, onder meer één tegen Southampton. Hij maakte zijn debuut voor Arsenal op 30 oktober 2012 in de League Cup tegen Reading, een wedstrijd die Arsenal na verlengingen won met 7-5. Hij verving na 105 minuten de lichtgeblesseerde Ignasi Miquel. Op 4 december 2012 startte hij voor het eerst in de basiself in een Champions League-duel tegen Olympiakos. In beide wedstrijden werd hij opgesteld als linksachter. De match eindigde op 2-1 voor Olympiakos. Meade werd zeven minuten voor tijd vervangen door Martin Angha.